# Alismatidae
Alismatidae é o nome botânico de uma subclasse de plantas. A circunscrição da subclasse varia de acordo com os sistema de classificação taxonómicos usados. O único requisito é o de incluir a família Alismataceae. Trata-se de um nome relativamente recente: sistemas mais antigos como o sistema de Engler e o sistema de Wettsteins usam o nome Helobiae para uma unidade comparável.

## Sistema de Takhtajan
O Sistema de Takhtajan trata-a como sendo  uma das seis subclasses da classe Liliopsida (=monocotiledóneas). Consiste de:
- subclasse Alismatidae
superordem Alismatanae
ordem Butomales
ordem Hydrocharitales
ordem Najadales
ordem Alismatales
ordem Aponogetonales
ordem Juncaginales
ordem Potamogetonales
ordem Posidoniales
ordem Cymodoceales
ordem Zosterales

## Sistema de Cronquist
O sistema de Cronquist trata-a como sendo uma das quatro subclasses da classe Liliopsida (=monocotiledóneas). Consiste de (1981):
- subclasse Alismatidae
ordem Alismatales
ordem Hydrocharitales
ordem Najadales
ordem Triuridales

Esta subclasse compreende menos de cinco centenas de espécies, muitas delas são plantas aquáticas ou plantas semi.aquáticas.

## Sistema APG II
O sistema APG II não usa nomes botânicos formais acima da ordem; coloca a maioria das plantas envolvidas da ordem (expandida) Alismatales, no clado das monocotiledóneas, apesar de as plantas na ordem Triuridales, no sistema de Cronquist, estarem colocadas em lugares distintos.